# 腓特烈王子 (安哈特)
利奥波德·弗里德里希·弗朗茨·希格哈德·胡贝图斯·埃尔德曼（Leopold Friedrich Franz Sieghard Hubertus Erdmann，1938年4月11日—1963年10月9日），安哈尔特公爵世子，称安哈尔特公爵。若德国仍是君主制国家，他将是安哈尔特公爵弗里德里希三世。
弗里德里希出生于巴伦施泰特城堡。是安哈尔特公爵约阿希姆·恩斯特与第二任妻子Editha von Marwitz的长子。
1963年10月9日，弗里德里希公爵在慕尼黑被卷入车祸去世。他去世后，因为未婚且无子嗣。安哈尔特公爵头衔由他的弟弟爱德华王子继承。